# 周永基
周永基（英語：Owen Chow），香港及台灣電視節目製作人/監製，出生香港，曾任職香港亞洲電視、無綫電視及台灣壹電視，以製作旅遊紀錄片節目為主。

## 簡歷
2006年加入無綫電視，2008年製作的資訊節目《了解‧關懷一百萬人的故事》榮獲《萬千星輝頒獎典禮2008》的「最佳資訊節目」獎項。
2009年，加入壹電視擔任製作人，負責啟播前準備工作。
2012年，製作無綫電視旅遊資訊節目《走過烽火大地》，榮獲《萬千星輝頒獎典禮2012》「最佳資訊節目」獎項。其後導演的《在那遙遠的地方》系列，分別以揭示北韓及古巴真實一面為主題的旅遊節目，播出後在香港引發各界廣泛討論，古巴篇更榮獲2017年紐約電視電影節「最佳旅遊及資訊類電視節目」銅獎。
曾任無綫電視台灣製作中心主管及節目監製。

## 作品
節目監製
```
無綫電視
-《
了解·關懷一百萬人的故事
》《
走過烽火大地
》《
極地狂奔
》《
守護生命的故事
》《
走過足球聖地
》《
守護生命的故事2
》《
在那遙遠的地方 北韓篇
》《
這個聖誕不怕冷
》《
過節
》《
在那遙遠的地方 古巴篇
》《
嘩鬼上學去之農夫篇
》《
這個冬天不太冷
》《
退休地圖
》《
到此一遊 台北
》《
就是愛美麗
》《
小滋女孩
》《
原住台灣
》《
Masa滋味日常
》《
玩創台灣
》《
出走地圖
》《
台灣日食記
》《
吃貨攻略
》《
台灣原味道
》《
在夏天出發
》《
漫遊森呼吸
》《
自然系女子旅行
》《
趁而家去台灣偷食...譜
》

HOY TV
-《
沖繩咖啡地圖
》《一個人鐵道行》
```

音樂錄影帶（MV）導演
```
HANA菊梓喬
-但願人長久 從未說起 別再怕 我未能忘掉你

吳若希
-我記得 愛情無價 每段愛還是錯 這位蠢才 沒有你並無掛念 最遠的距離 只想你記得 火和火柴 慢鏡

胡鴻鈞
-沒身份妒忌 十字路口 凡人不懂愛 一刀切
```

## 外部連結
- 周永基OwenChow的微博 （页面存档备份，存于）